# Бессолово (Сокольский район)
Бессолово — деревня в Сокольском районе Вологодской области.
Входит в состав Нестеровского сельского поселения (с 1 января 2006 года по 13 апреля 2009 года входила в Кокошиловское сельское поселение), с точки зрения административно-территориального деления — в Кокошиловский сельсовет.
Расстояние до районного центра Сокола по автодороге — 51 км, до центра муниципального образования Нестерова по прямой — 12 км. Ближайшие населённые пункты — Герасимово, Сосновец, Заболотье.
По переписи 2002 года население — 3 человека.